# Szerb huszárezred

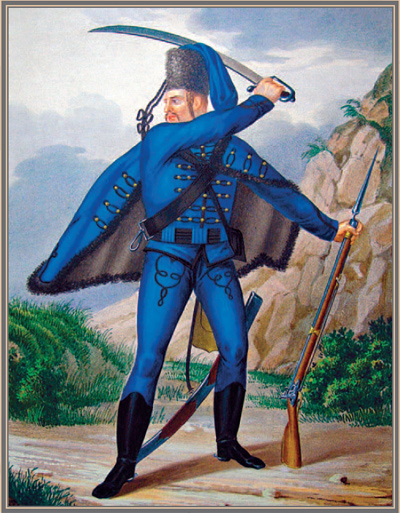
Szerb huszár az 1741 és 1761 közötti orosz hadseregben.

A Szerb huszárezred az orosz hadseregben a 18. században fennállt katonai egység, amelynek létszáma 500 és 800 fő között mozgott. A katonák egy része magyarországi szerb volt.

## A huszárezred megalakulásának előzményei
A huszárezred alapítója, a montenegrói születésű Jovan Albanez, aki részt vett a kurucok elleni harcokban, az osztrák hadsereg kötelékében, a Rákóczi-szabadságharc folyamán. Több magyarországi szerb már 1704-ben megpróbálta szolgálatait felajánlani Nagy Péter cárnál, akiben sok elnyomott balkáni nép, kiváltképp a szerbek, a török uralom alól felszabadítás letéteményesét látták.
Péter cár 1710-ben hadjáratot vezetett Moldvába (pruti hadjárat), amelybe sikerült több szerbet is beszervezni. Albanez is részt vett a hadjáratban és érdemei révén Péter cártól kapitányi rangot nyert, aki engedélyezte neki az orosz hadseregen belüli szerb könnyűlovas alakulat létrehozását.
Albanez maros- és tiszamelléki szerbekből rekrutálta az egységet, a toborzáshoz magától a cártól kapott aláírt dokumentumot 1723-ban. 1724-ben pedig a török uralom alatt álló Szerbiában toborzott embereket. Több szerb családostul vándorolt Oroszországba, ahol birtokot és mentességet ígértek nekik. 1724. május 5-én tíz tisztet és egy ezredest sikerült Albaneznak toborozni, és mintegy 459 embert vett rá, hogy Oroszországba települjön. 1725-ben is toborzott, akkora már 600 ember csatlakozott hozzá.

## Az alakulat összetétele
A huszárezred parancsnokságát 1724-ben szervezték meg és először a kijevi orosz helyőrség parancsnoksága alá rendelték. 1724 és 1729 között folyamatosan bővült a szervezete és formálódott a struktúrája. 1727-ben hivatalosan is megalakult a Szerb huszárezred Anna orosz cárnő jóváhagyásával, amelynek állománya 459 főből állt, ennek neve lett utóbb a Régi Szerb Huszárezred, melynek volt első parancsnoka Albanez, helyettesei pedig Jovan Stojanov kapitány, Georgije Marjanović kapitány, Teodor Petrov kapitány és Stefan Vitković hadnagy. Stojanov maga is magyarországi szerb volt és ő szorgalmazta leginkább a magyarországi szerbek beszervezését az orosz hadseregbe.
A Habsburg Birodalom nem nézte sokáig jó szemmel a toborzást saját területén, ezért később már korlátozta az átlépéseket az orosz hadseregbe, ezért a szerbek mindig csak kis számmal tudtak Oroszországba vándorolni. A Szerb huszárezred viszont arra ösztökélte az orosz katonai vezetőket, hogy még hozzanak létre más könnyűlovassági alakulatokat, így került sor egy magyar, egy grúz, illetve egy moldvai román huszárezred felállítására, majd a hétéves háború során bulgáriai és makedóniai bolgárokból szerveztek még huszárezredet.

## A huszárezred tevékenysége
A szerb huszárezred elsődlegesen az ukrajnai határszakaszokon teljesített szolgálatot, hasonló volt a katonai határőrvidék szerbjeinek is funkciója Magyarországon. Az 1722-től 1723-ig zajló orosz–perzsa háborúban a szerb huszárezred a mai Észak-Irán területén zajló hadműveletekben vett részt és még vagy kilenc évig Perzsiában maradt megszálló erőként, mígnem az oroszoknak fel kellett adniuk az itt megszerzett területeket. 1732-ben visszatért és a lengyel örökösödési háború harcaiból vette ki a részét.
A szerb huszárok rövidesen harcba szállhatak az ősi, nagy ellenség, a törökök ellen, mert 1735-ben kirobbant egy nagyszabású orosz–osztrák–török háború is.
1741-ben újból távoli területre, Finnországba vezényelték az ezredet, itt a svéd és finn csapatok ellen küzdöttek a szerb könnyűlovasok (orosz–svéd háború (1741–43)). Ezen időszak harcaiban 500 és 800 fő között mozgott az ezred állománya.
1783-ban az ezredet beolvasztották az olviopoli ukrán huszárezred állományába, ezzel az alakulat megszűnt.